# SAGE Publications
SAGE Publications is een Amerikaanse uitgeverij van voornamelijk wetenschappelijke literatuur. Het geeft meer dan 1000 tijdschriften en jaarlijks ruim 800 boeken uit.
Het bedrijf is opgericht in 1965 en gevestigd in Thousand Oaks (Californië). Daarnaast heeft het vestigingen in onder meer Los Angeles en Washington D.C. In totaal heeft het bedrijf zo'n 1500 medewerkers.